# Худ, Джон Белл
Джон Белл Худ (англ. John Bell Hood; 1 июня 1831 — 30 августа 1879) — генерал армии Конфедерации во время Американской гражданской войны.
Имел репутацию генерала смелого и агрессивного до безрассудства.
Существует мнение, что он был лучшим командиром бригадного и дивизионного уровня в армии Конфедерации, однако на более высоких постах он оказался менее эффективен. Репутация Худа была серьёзно подмочена рядом поражений, которые он потерпел в сражении за Атланту и во Франклин-Нэшвилльской кампании.

## Биография

### Ранние годы
Худ родился в Овингсвиле, штат Кентукки, он был сыном врача Джона В. Худа и Феодосии Френч Худ. Некоторые историки называют датой его рождения 1 июня, но на надгробии написано 29 июня.
Он был двоюродным братом Густавуса Вудсона Смита, впоследствии генерала Конфедерации, и племянником Ричарда Френча из Палаты Представителей. Френч способствовал поступлению Худа в Военную Академию Вест-Пойнт, несмотря на то что отец не желал военной карьеры для сына.
В Вест-Пойнте его звали просто «Сэм», и это прозвище закрепилось за ним надолго. «Мы звали его Сэм, потому что его одноклассники в Вест-Пойнте так называли его», напишет Мэри Чеснат в рассказе о визите Худа в Ричмонд в 1863 году. В числе его одноклассников были Джеймс Макферсон и Джон Скофилд и Филипп Шеридан, а учителем артиллерийского дела — Джордж Томас; все трое в будущем — генералы Союза и противники Худа в войне.
Худ окончил Академию в 1853, 44-м из 52 кадетов и получил временное звание второго лейтенанта. В 1860 он был назначен кавалерийским инструктором в Вест-Пойнт, но он отказался, желая лично участвовать боевых действиях, и предполагая иные возможности ввиду ожидающейся войны.
Худ был назначен в 4-й пехотный полк, служил в Калифорнии, затем был переведён в 2-й кавалерийский полк в Техас, где находился под командованием Альберта Джонстона и Роберта Ли и участвовал в столкновениях с команчами. 3 марта 1855 года ему было присвоено постоянное звание второго лейтенанта, а 18 августа 1858 года он стал первым лейтенантом 2-го кавалерийского полка.

### Гражданская война
Худ уволился из армии США 16 апреля (через три дня после сражения за форт Самтер) и, недовольный нейтралитетом своего родного штата Кентукки, отправился в Монтгомери, где вступил в регулярную армию Конфедерации в звании первого лейтенанта. Его направили в Ричмонд, где генерал Ли направил его в распоряжение генерала Магрудера. Тот сразу поручил Худу командование несколькими кавалерийскими ротами на Вирджинском полуострове. Так как эти роты находились под командованием капитанов, то Магрудер личным приказом присвоил ему звание капитана. Когда офицеры возмутились нарушением принципа старшинства, Магрудер присвоил ему звание майора.
Так как Худ считал себя гражданином Техаса, то про него вспомнили, когда потребовалось найти офицера для формирующихся техасских полков. Ему поручили несколько техасских рот, которые он свёл в 4-й Техасский пехотный полк. Этот полк был направлен в Северную Вирджинию и присоединён к техасской бригаде Льюиса Уигфолла. В то время со стороны он казался «провинциалом без всякой солдатской выправки, которую обычно даёт Вест-Пойнт». Про Худа писали, что он напоминает дровосека, одетого в не вполне подходящую ему униформу.
30 сентября 1861 года Худ был повышен в звании до полковника.
Всю зиму Худ тренировал свой полк и достиг таких успехов, что после отставки Уигфолла его преемником назначили Худа. 7 марта 1862 года приказом Военного департамента Худу была передана техасская бригада, которая состояла из четырёх полков:
- 18-й Джорджианский пехотный полк,
- 1-й Техасский пехотный полк, полковник Алексис Рейни
- 4-й Техасский пехотный полк, полковник Джон Маршалл
- 5-й Техасский пехотный полк, полковник Джеймс Арчер

Бригада была частью дивизии Уайтинга.
20 февраля 1862 года Худ стал бригадным командиром соединения, которое впоследствии стало известно как Техасская бригада Худа и являлось частью конфедеративной Потомакской армии. 3 марта 1862 года он был повышен до бригадного генерала. Он командовал техасской бригадой в составе Северовирджинской армии во время Кампании на полуострове, которая числилась в составе дивизии генерала Уильяма Уайтинга. Худ заслужил репутацию решительного командира, способного лично возглавить атаку. В сражении при Гейнс-Милл 27 июня он осуществил атаку, которая сломала оборону федеральной армии, и добился самого впечатляющего успеха во всей Семидневной Битве. Худ уцелел и даже избежал ранений в этой битве, хотя все его офицеры оказались ранены или убиты.

«Одинокая звезда» (Lone star) флаг 1-го техасского полка

После семидневной битвы генерал Ли отстранил от дивизионного командования генерала Уайтинга и передал его дивизию Худу. На тот момент она состояла из 9-ти пехотных полков, сведённых в две бригады: техасскую бригаду и бригаду Эвандера Лоу.
Он возглавлял эту дивизию во время боев в Северной Вирджинии и заслужил репутацию способного командира во время атаки Лонгстрита на левый фланг федеральной армии генерала Поупа во втором сражении при Булл-Ран. Вечером 30 августа люди Худа захватили несколько федеральных санитарных повозок. Натан Эванс, который в тот момент командовал и своей бригадой и дивизией Худа, потребовал передать повозки его бригаде. Худ отказался. Лонгстрит отстранил его от командования и велел отправляться в Калпепер и ждать следствия. Генерал Ли вмешался в это дело и разрешил Худу оставаться при армии, хотя и не вернул его сразу к командованию. 

### Мэрилендская кампания
14 сентября 1862 года, когда уже шло сражение у Южной Горы, генерал Ли в 15:00 прибыл в Бунсборо, чтобы наблюдать за подходом подкреплений. Здесь увидел проходящую Техасскую бригаду. «Дай нам Худа!» — закричали техасцы, увидев Ли. В ответ Ли приподнял шляпу и сказал: «Вы получите его, джентльмены». Он вызвал к себе Худа и сказал: «Генерал, нам предстоит начать сражение, имея одного из лучших офицеров под арестом. Если вы хотя бы скажете, что сожалеете о произошедшем, я верну вас в дивизию». Худ отказался раскаяться, и Ли сказал: «Хорошо, я снимаю с вас арест до конца сражения».
Худ, с бригадами Лоу и Уоффорда, подошел к Маунтин-Хаус на Национальной дороге в 16:00 и занял позицию левее дороги, но сразу получил приказ отправиться к ущелью Фокса и помочь отходящим частям. По пути он встретил отступающих людей Дрейтона, от которых узнал о прорыве северян, и поэтому сместился правее. Вскоре он встретил бригаду Дж. Т. Андерсона, которая присоединилась к его дивизии слева. Противник не приближался, и тогда Худ приказал примкнуть штыки и двигаться вперёд. Его полк вышел к дому Уайза, оттесняя отдельные разрозненные группы северян, и занял позицию у каменной стены. Федералы открыли по его дивизии огонь, но без большого успеха. Среди немногочисленных погибших был подполковник Маклемор из 4-го Алабамского полка.
Худ потом писал об этом так:

... я приказал генералу Лоу и полковнику Уоффорду, которые командовали бригадами, чтобы их солдаты примкнули штыки и, когда противник подойдет на 75-100 ярдов, шли в атаку. Все было выполнено моментально, под боевой крик Конфедерации, и федералы были отброшены в беспорядке, на гору и за гору, и они отступали вверх даже быстрее, чем наступали вниз. Когда наступила ночь, убитые и раненые имелись с обеих сторон, но гора была в наших руках.

Во время этой перестрелки был убит командир IX корпуса Потомакской армии Джессе Рено. Он как раз приказал 51-му Пенсильванскому полку выдвинуться к северу от Шарпсбергской дороги, и полк начал выдвижение, но в это время попал под залп дивизии Худа, из-за которого началась паника в некоторых частях. Рено попытался навести порядок, но в это время получил смертельное ранение.
В сражении при Энтитеме дивизия Худа пришла на помощь корпусу Джексона «Каменная стена» и в последнюю минуту спасла его от разгрома. Джексон был впечатлён действиями Худа и рекомендовал повысить его до генерал-майора, что и случилось 10 октября 1862 года.

### Осень 1862 года
В декабре, в битве при Фредериксберге, Худ был пассивен. Весной 1863 года он пропустил сражение при Чанселорсвилле, поскольку находился в Суффолке вместе со всем I-м корпусом Лонгстрита.

### Геттисберг

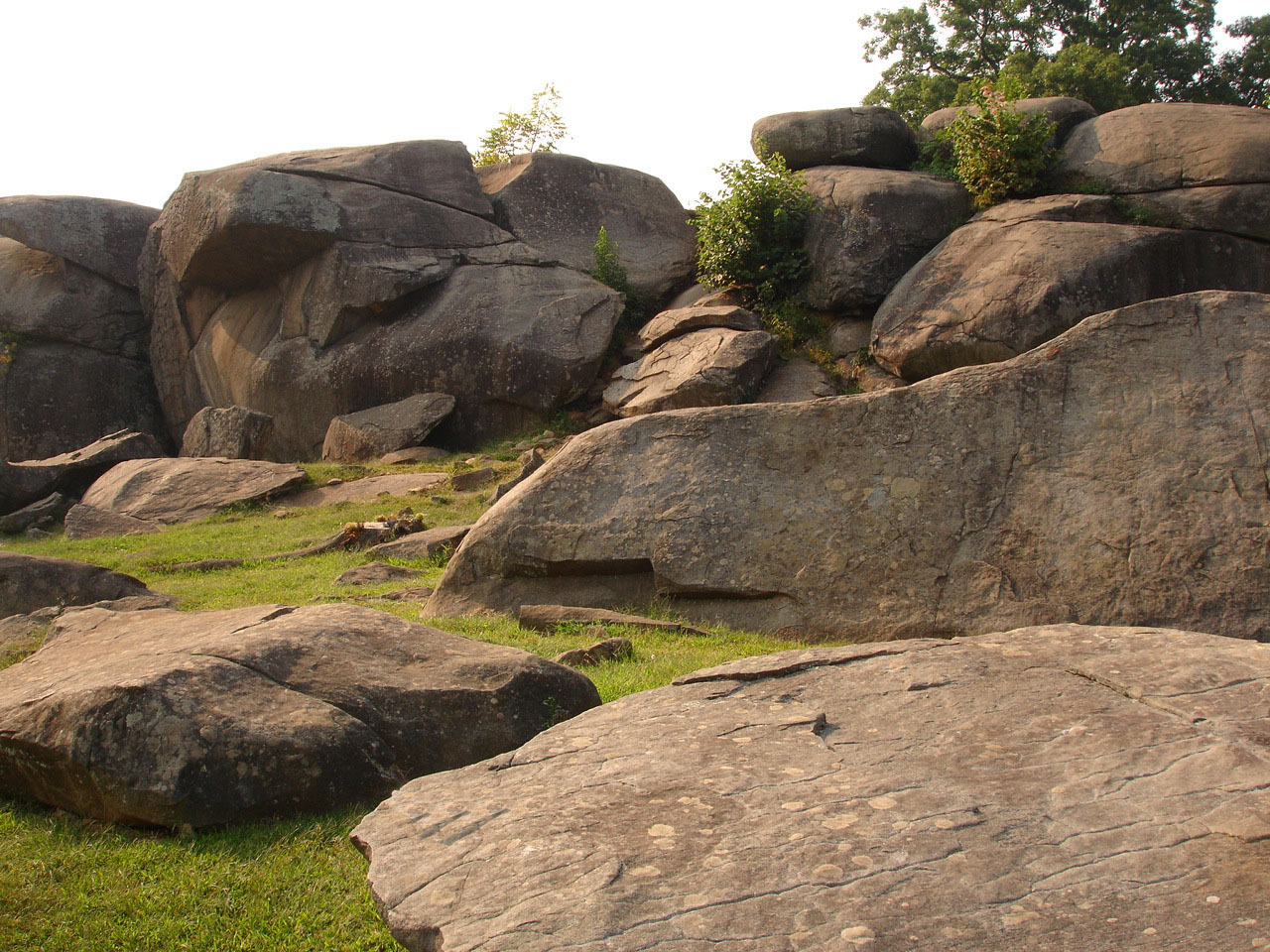
«Берлога Дьявола» в 2005

Во время Геттисбергской кампании дивизия Худа состояла из четырёх бригад:
- Бригада Эвандера Лоу, 5 алабамских полков
- Техасская бригада Джерома Робертсона, 3 техасских + 3-й арканзасский пехотный полк
- Бригада Джорджа Андерсона, 5 джорджианских полков
- Бригада Генри Беннинга, 4 джорджианских полка

Во время сражения при Геттисберге корпус Лонгстрита прибыл только к концу первого дня, 1 июля 1863 года. Генерал Ли как раз осознал, что имеет дело со всей федеральной армией и задумал на 2-е июля фланговую атаку.
Основная роль отводилась корпусу Лонгстрита, который должен был наступать по Эммитсбергской дороге на левый фланг северян. Худ был недоволен этим решением, потому что ему пришлось бы наступать по неудобной местности, усыпанной валунами, так называемой «Берлоге Дьявола» (Devil’s Den). Он просил разрешения обойти левый фланг армии Союза и атаковать северян сзади. Лонгстрит отказал, ссылаясь на приказы генерала Ли и невзирая на протесты Худа. Подчиняясь неизбежности, дивизия Худа начала наступление в 16:00 2 июля, но из-за различных причин постепенно уклонилась к востоку, в сторону от нужного направления, и вышли прямо к высоте Литтл-Раунд-Топ, на которой расположился 20-й мэнский полк под командой полковника Джошуа Чемберлена.
Как только началась атака, Худ был тяжело ранен осколком снаряда, который серьёзно повредил ему руку. (Рука не была ампутирована, но он не мог пользоваться ею всю оставшуюся жизнь) Командование дивизией принял бригадный генерал Эвандер Лоу, но неразбериха в управлении негативно сказалась на эффективности этой атаки. Неудача у Литтл-Раунд Топ в итоге сказалась на ходе всего сражения — Ли не смог потеснить левый фланг северян и был вынужден предпринять фронтальную атаку.

### На западе
На Западном театре военных действий армия под командованием Брэкстона Брэгга действовала неуверенно, и Ли направил в Теннесси корпус Лонгстрита. В сражении при Чикамоге Худ возглавил атаку, которая прорвала оборону северян, что привело к поражению Кумберлендской армии генерала Розекранса. Однако Худ был снова тяжело ранен, и его правая нога была частично ампутирована. За сражение при Чикамоге Худ был повышен в звании до генерал-лейтенанта (20 сентября 1863).
Выздоравливая в Ричмонде, он подружился с президентом Джефферсоном Дэвисом, который решил использовать Худа на более высоких ролях.
Весной 1864 года Теннесийская армия генерала Джонстона была втянута в Атлантскую кампанию — в манёвренную войну против генерала Шермана, который наступал от Чаттануги к Атланте. Худ был первым корпусным командиром, который прибыл на поле боя при Ресаке, и впоследствии он командовал правым флангом у Ресаки. 14 мая его бригады атаковали открытый фланг корпуса генерала Ховарда и почти опрокинули его, но развить успех помешало прибытие корпуса Хукера. В сражении у горы Кеннесо он командовал левым флангом Теннессийской армии.
Худ в своих письмах правительству критиковал действия Джонстона и, в результате, 17 июля 1864 года Джонстон был смещён. Худ, который командовал корпусом в армии Джонстона, 18 июля был повышен до полного генерала и получил в управление Теннессийскую армию буквально у ворот Атланты. Худу было всего 33 года, он стал самым молодым командующим армией в ту войну.
Когда Дэвис запросил мнение генерала Ли по поводу назначения Худа, тот ответил несколько двусмысленно, назвав Худа «хорошим бойцом, упорным и неосторожным на поле боя», но не смог ничего сказать о качествах, необходимых для управления армией. Генерал Джон Гордон писал: «Немного нашлось бы в армии корпусных и дивизионных командиров лучше Худа; но самые близкие сторонники и горячие поклонники не признавали наличия у него таких редких талантов, которые позволили бы ему заменить генерала Джозефа Джонстона».
Худ принял командование армией на втором этапе Атлантской кампании. Он предпринял решительные и агрессивные действия — которыми был знаменит — он провёл четыре крупных наступления, чтобы снять осаду с Атланты. Первой была атака у Пич-Три-Крик. Но все атаки провалились и повлекли значительные потери в армии Юга. Наконец, 2 сентября 1864 Худ эвакуировал Атланту, уничтожив в огне все военные припасы, которые смог.

Осторожная тактика генерала Джонстона была совсем не по душе генералу Худу. Он атаковал янки с востока, он атаковал их с запада. Шерман кружил вокруг Атланты, как боксёр, выискивающий незащищённое место на теле противника, и Худ не стал сидеть в своих укрытиях, дожидаясь, пока янки его атакуют. Он храбро вышел им навстречу и обрушился на них яростно. Несколько дней шли бои за Атланту и за Эзра-Черч, и по сравнению с этими битвами сражение у Персикового ручья представлялось уже ничтожной стычкой. … За одиннадцать первых дней командования генерал Худ потерял почти столько же людей, сколько генерал Джонстон за семьдесят четыре дня боёв и отступлений, и Атланта была осаждена уже с трёх сторон. (М.Митчелл, «Унесённые ветром»)

Тактика генерала Джонстона привела к тому, что Шерман прошёл 100 миль за 60 дней; тактика Худа продержала его 45 дней перед Атлантой. Худ не мог спасти Атланту; однако, Джеймс Вильсон, генерал Союза, писал после войны, что атаки Худа «…были хорошо спланированы, но для успеха надо было несколько больше сил и ресурсов.»
Теннессийская кампания Худа длилась с сентября по декабрь 1864 года. За это время произошло семь сражений. Он пытался поймать крупное соединение Огайской армии Союза (под командованием генерала Скофилда) при Спринг-Хилл, до их прибытия в Нэшвилль, но Скофилду удалось проскочить мимо армии Худа в ночной темноте. На следующий день в битве при Франклине Худ необдуманно послал своих людей в атаку на открытой местности без артиллерийской поддержки. Его войскам не удалось сломить оборону северян, они понесли серьёзные потери, и эта атака иногда называется «Атака Пикетта на Западе».
Не желая отказываться от первоначального плана, Худ застрял под укреплениями Нэшвилла и приступил к осаде с незначительными силами в условиях начала зимы. Через две недели Джордж Томас наголову разбил Худа в битве при Нэшвилле, в которой большая часть Теннессийской армии была уничтожена, а остатки отступили в Миссисипи.
Ближе к концу войны Джефферсон Дэвис отправил Худа в Техас набирать другую армию, но ещё до его возвращения генерал Кирби Смит сдался вместе с техасскими войсками, после чего и сам Худ сдался федералам в Натчезе. 31 мая 1865 года он был освобождён.

### После войны
После войны Худ переселился в Луизиану и стал торговать хлопком. Так же он занимался страховым бизнесом.
В 1868 году он женился на новоорлеанке Анне-Марии Хеннен и стал отцом 11 детей за 10 лет, в том числе трёх пар близнецов.
Он участвовал в различных благотворительных организациях, помогая сиротам, вдовам и ветеранам-инвалидам.
Его страховочный бизнес рухнул во время эпидемии жёлтой лихорадки зимой 1878-1879 года, от которой умерли его жена и старший сын, а затем и сам Худ.
Десять его детей остались сиротами и были разобраны по семьям Луизианы, Джорджии, Кентукки и Нью-Йорка.

## Воинские звания
- 1 октября 1861 — полковник
- 3 марта 1862 — бригадный генерал
- 30 августа 1862 — генерал-майор

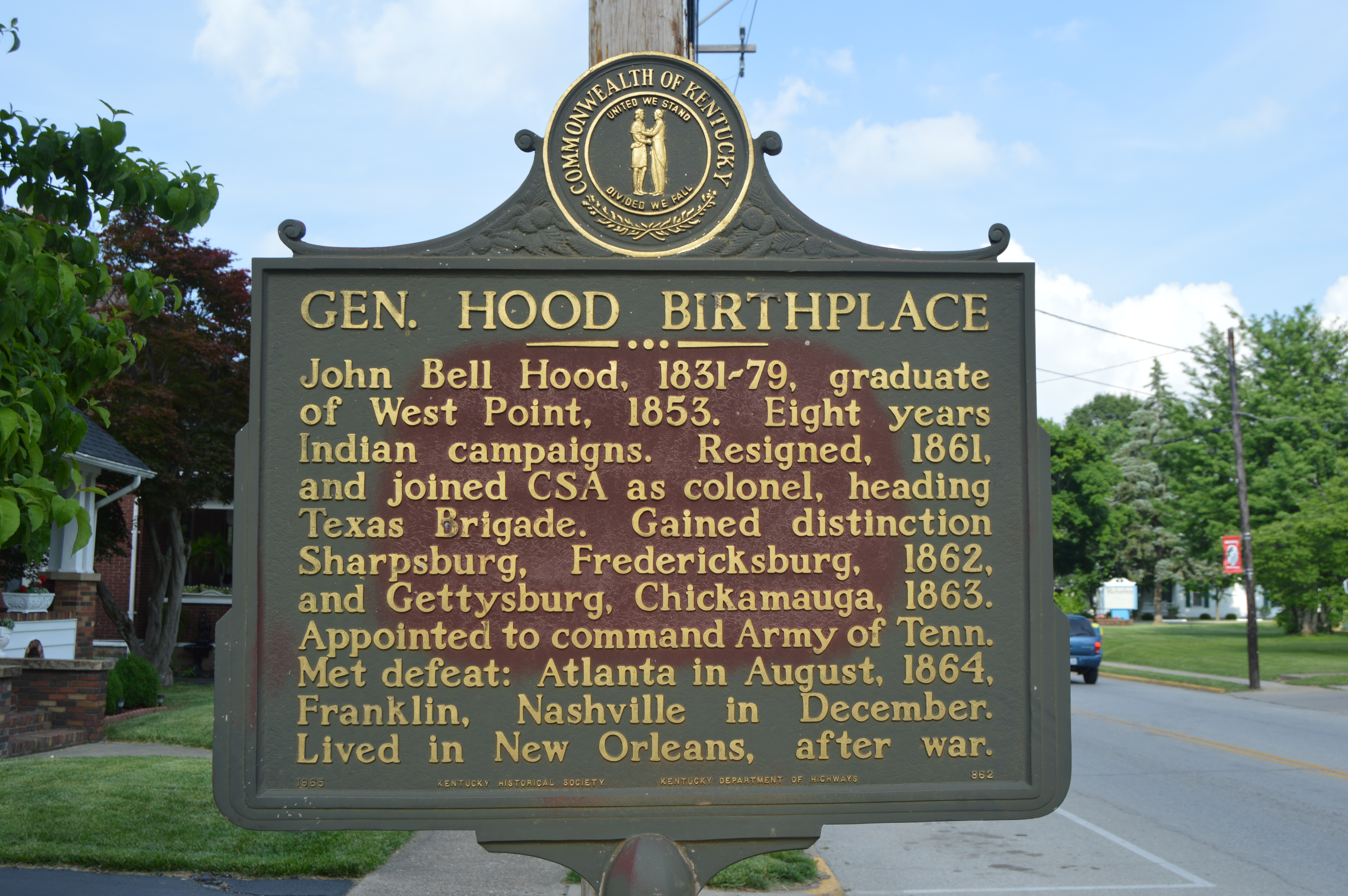
Исторический маркер на месте рождения Худа в Кентукки.

- 1 февраля 1864 — генерал-лейтенант
- 18 июля 1864 — получил временно высшее звание — «генерал армии Конфедеративных Штатов Америки» (general of the Confederate States Army) (Конгресс КША не утвердил Д. Худа в этом звании и он в январе 1865 стал вновь генерал-лейтенантом).

## В кино
В фильме «Геттисберг» в роли Худа снялся Патрик Горман.

## Сноски и примечания
1. 1 2  John B. Hood // Encyclopædia Britannica (англ.)
2. ↑  

Впервые это мнение озвучил Томас Гори из штаба Лонгстрита: «Худ был неплохим дивизионным командиром, но плохим корпусным.»
3. ↑  Eicher, С. 302; Warner, С. 142
4. ↑  статья на findagrave.com. Дата обращения: 3 ноября 2012. Архивировано 5 ноября 2012 года.
5. ↑  Дневник Мэри Чеснат. Дата обращения: 3 ноября 2012. Архивировано 26 октября 2012 года.
6. 1 2  Cullum’s Register. Дата обращения: 3 ноября 2012. Архивировано 17 марта 2022 года.
7. ↑  Freeman1, 1942, p. 196.
8. ↑  Freeman1, 1942, p. 197—198.
9. ↑  Eicher, С. 303.
10. ↑  Smith's Division. Дата обращения: 23 июля 2020. Архивировано 13 августа 2020 года.
11. ↑  Sears, Stephen W. To the Gates of Richmond: The Peninsula Campaign. Ticknor and Fields, 1992. С 243
12. ↑  Freeman2, 1942, p. 147.
13. ↑  Douglas Southall Freeman. "My Maryland" — or His? (англ.). Дата обращения: 18 сентября 2016. Архивировано 17 марта 2022 года.
14. ↑  Carman1, 2010, p. 342.
15. ↑  John Bell Hood. Advance and Retreat (англ.). The War Times Journal. Дата обращения: 26 мая 2019. Архивировано 23 марта 2012 года.
16. ↑  Carman1, 2010, p. 342—344.
17. ↑  Мемуары Джона Гордона. Дата обращения: 13 января 2013. Архивировано 7 марта 2013 года.
18. ↑  John Bell Hood: Myths & Realities. Дата обращения: 4 января 2009. Архивировано из оригинала 26 февраля 2009 года.